# Que voltem para a casa
Que voltem para a casa (traduït al català: "Que tornin cap a casa") és una plataforma gallega, que defensa el retorn dels presos polítics gallecs, en especial d'aquells que es troben complint condemnes per delictes de terrorisme. Fou creada l'any 2013 després de la lectura d'un manifesta a Santiago de Compostel·la.
Té per objectiu el cessament de l'aplicació de la legislació antiterrorista espanyola a aquest grup de presos que, generalment, pateixen una política de dispersió. La plataforma sosté que la política sistemàtica de dispersió és contrària a la pròpia Llei Orgànica General Penitenciària i conseqüentment dificulta la reintegració social dels penats.
Durant els darrers mesos de 2016, fins a un total de cinc presos independentistes (Maria Osorio López, Raúl Agulheiro Cartoy, Eduardo Vigo Domínguez, Roberto Rodríguez Fialhega i Antom Santos Pérez) demanaren formalment, a les autoritats penitenciaries, el seu trasllat a presons gallegues, apel·lant al seu dret de complir les penes en presidis més pròxims al lloc de residència familiar.